# Brownleea macroceras
Brownleea macroceras är en orkidéart som beskrevs av Otto Wilhelm Sonder. Brownleea macroceras ingår i släktet Brownleea och familjen orkidéer. Inga underarter finns listade i Catalogue of Life.